# Wróblew (gemeente)
De gemeente Wróblew is een landgemeente in het Poolse woiwodschap Łódź, in powiat Sieradzki.
De zetel van de gemeente is in Wróblew.
Op 30 juni 2004 telde de gemeente 6236 inwoners.

## Oppervlakte gegevens
In 2002 bedroeg de totale oppervlakte van gemeente Wróblew 113,23 km², waarvan:
- agrarisch gebied: 86%
- bossen: 7%

De gemeente beslaat 7,59% van de totale oppervlakte van de powiat.

## Demografie
Stand op 30 juni 2004:
| Omschrijving                   | Totaal | Totaal | Vrouwen | Vrouwen | Mannen | Mannen |
| ------------------------------ | ------ | ------ | ------- | ------- | ------ | ------ |
| eenheid                        | aantal | %      | aantal  | %       | aantal | %      |
| inwoners                       | 6236   | 100    | 3151    | 50,5    | 3085   | 49,5   |
| bevolkingsdichtheid (inw./km²) | 55,1   | 55,1   | 27,8    | 27,8    | 27,2   | 27,2   |

In 2002 bedroeg het gemiddelde inkomen per inwoner 1303,54 zł.

## Administratieve plaatsen (sołectwo)
Bliźniew, Charłupia Wielka, Dąbrówka, Drzązna, Dziebędów, Gęsówka, Inczew, Józefów, Kobierzycko, Kościerzyn, Ocin, Oraczew Wielki, Próchna, Rakowice, Rowy, Sadokrzyce, Sędzice, Słomków Mokry, Słomków Suchy, Smardzew, Tubądzin, Tworkowizna Rowska, Wągłczew, Wróblew.
Zonder de status sołectwo : Oraczew Mały.

## Aangrenzende gemeenten
Błaszki, Brąszewice, Brzeźnio, Sieradz, Sieradz, Warta